# اندیس خاک صنعتی زیاران
خاک صنعتی زیاران یک اندیس غیرفلزی است که در حوالی شهر قزوین استان قزوین قرار دارد و مادهٔ معدنی موجود در آن، خاک صنعتی است.سنگ میزبان این اندیس توفهای سازند کرج است و دیرینگی آن به دوران ائو- الیگومیوسن می‌رسد. در این اندیس، پاراژنز‌های کائولن - اکسید آهن یافت می‌شوند.